# فرودگاه سند پوینت
فرودگاه سند پوینت (به انگلیسی: Sand Point Airport) یک فرودگاه همگانی بهره‌برداری هوایی با کد یاتا SDP است که یک باند فرود آسفالت دارد و طول باند آن ۱۵۸۹ متر است. این فرودگاه در کشور ایالات متحده آمریکا قرار دارد و در ارتفاع ۶ متری از سطح دریا واقع شده است.